# Camp d'aviació de Rosanes
El camp d'aviació de Rosanes és una obra inventariada de La Garriga (Vallès Oriental), un camp d'aviació construït durant la Guerra Civil que es pot visitar.

## Descripció
Es tracta d'un conjunt de casa i hangar per a una avioneta. La casa consta de planta baixa i dues plantes pis, tot i que originàriament només en tenia una. El conjunt té planta amb forma d'L i té coberta plana. L'hangar es compon de dos cossos adossats, un de planta quadrada en forma de torre i un altre de planta rectangular amb arrebossat i pintat de blanc. Les obertures segueixen les línies racionalistes, per accedir-hi només hi ha una porta d'accés a la banda sud. L'hangar per a les avionetes està construït amb una estructura metàl·lica i la coberta és de plaques de fibrociment. La porta d'accés és una gran obertura amb portes corredisses.

### Museu

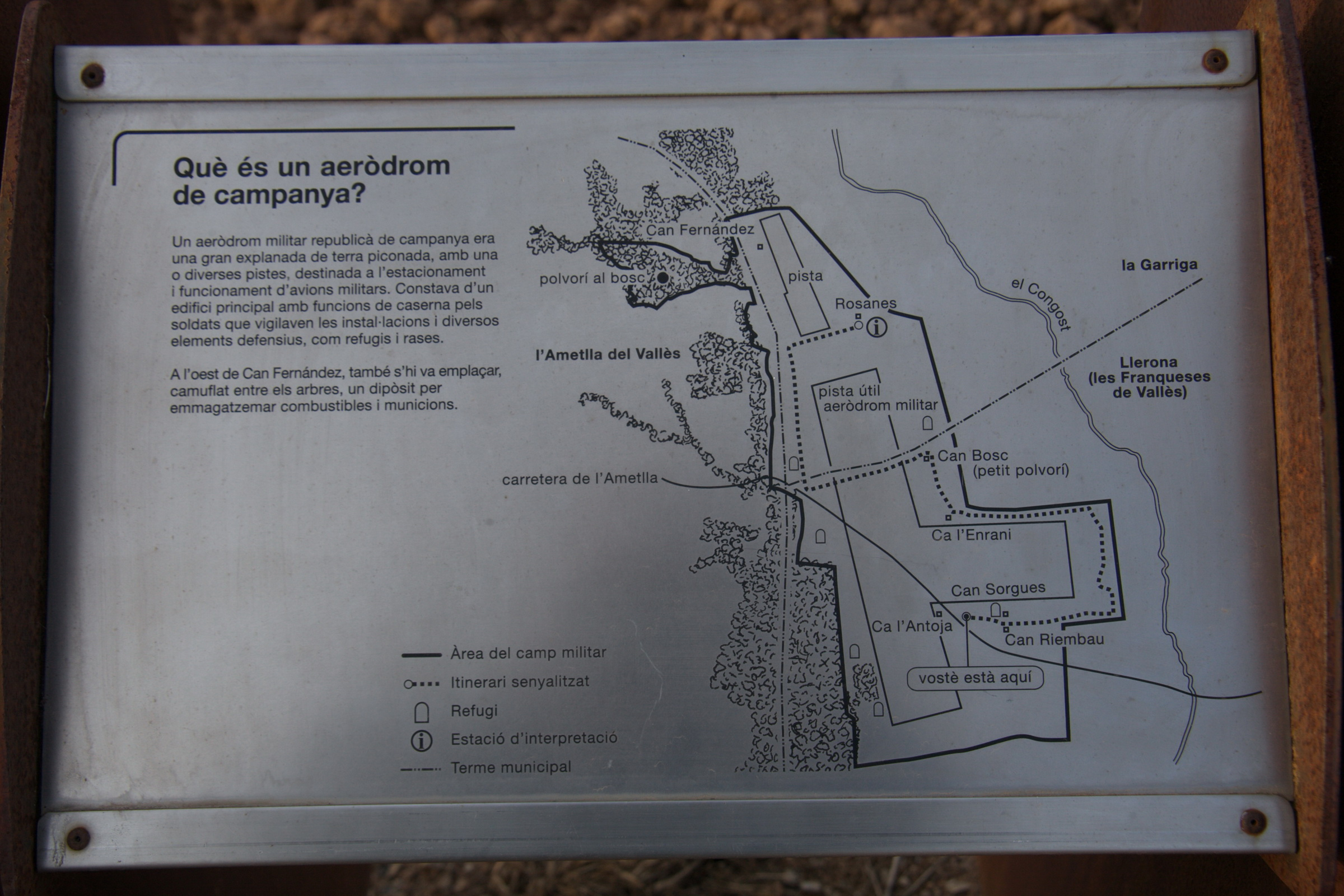
Mapa amb la ubicació de l'antic cap d'aviació de la guerra civil dins el pla de Llerona

L'espai a l'aire lliure del camp d'aviació de Rosanes, utilitzat per l'exèrcit de la República a partir de 1937, especialment actiu als fronts del Segre i l'Ebre i en la defensa de Barcelona dels atacs feixistes, està museïtzat. S'hi han instal·lat plafons explicatius, dues estacions d'interpretació i un seguit de banderoles direccionals per poder fer un recorregut que permeti al visitant conèixer la història d'aquest aeròdrom. El recorregut circula pel perímetre del camp i s'hi poden veure alguns dels elements que el configuraven: els refugis, la torre de control, els edificis dels comandaments, el menjador, l'hangar i la garita de vigilància. Des d'aquest i altres aeròdroms, l'aviació republicana es va esforçar per aturar els bombardeigs indiscriminats de l'exèrcit franquista.
L'Ajuntament de la Garriga ha traçat una ruta pel nucli urbà de la vila que recorre diferents espais vinculats a la guerra, com el refugi antiaeri de l'estació, l'Hospital de Sang i els edificis d'acollida als refugiats. També s'hi pot realitzar la ruta del modernisme –a la Garriga es concentra la major part del patrimoni modernista del Vallès Oriental–, gaudir de les aigües termals de la vila, resseguir algun dels itineraris que combinen natura i cultura i que recorren els paratges més emblemàtics del municipi. També es poden visitar altres camps d'aviació recuperats, com l'aeròdrom de la Sénia, el dels Monjos i el de l'Aranyó. Dins del mateix municipi de la Garriga, també s'ha recuperat i museïtzat el refugi antiaeri de l'estació.

## Història
La casa i hangar Fernández, malgrat que va perdre part de les característiques racionalistes quan va ser ampliat és un element representatiu de l'arquitectura racionalista a la comarca i l'únic exemple a la Garriga. Xavier Turull també va projectar un altre edifici destinat a porteria i una entrada a la finca, situat al peu de la C-17, però no es va construir. L'agost de 1937 el cap de l'aviació de Sabadell va prendre possessió del camp. S'hi instal·là amb un grup de soldats i tenien entre 10 i 12 avionetes tipus avia i mosca. A partir de 1995 la finca s'ha utilitzat com a camp d'ultralleugers, la casa com a seu social i l'hangar ha tornat al seu ús primitiu. Això no ha servit per recuperar l'edifici tal com era en el seu origen. El 1996 s'hi va fer una intervenció que desmereixen l'obra original.